# Eden Ahbez
eden ahbez (eigentlich: Alexander Aberle; * 15. April 1908 in Brooklyn, New York; † 4. März 1995 in Los Angeles) war ein US-amerikanischer Komponist, dessen Song Nature Boy in der Aufnahme des Jazz-Pianisten und -Sängers Nat King Cole zu einem der ungewöhnlichsten so genannten „One-Hit-Wonders“ der US-amerikanischen Popmusik in der Mitte des 20. Jahrhunderts wurde. Mit der Interpretation dieses Liedes nahm Coles Welterfolg als Sänger im Grenzbereich zwischen Jazz und Pop seinen Anfang.

## Leben
Einer jüdischen Familie aus Brooklyn entstammend, behauptete Ahbez, in einem Waisenhaus aufgewachsen zu sein und im Alter von 35 Jahren die USA bereits achtmal zu Fuß durchquert zu haben. Sein „alternativer“ Lebensstil war weit unkonventioneller als der der meisten Beatniks und Hipster seiner Zeit und kann am besten mit einem später entstandenen Begriff als der eines Aussteigers bezeichnet werden. Mit seiner Frau Anna Jacobson lebte er ohne festes Obdach; das Paar kampierte größtenteils im Griffith Park im Zentrum von Los Angeles oder unter dem ersten „L“ des Hollywood Sign. ahbez nahm für sich in Anspruch, als Vegetarier mit einem Betrag von drei Dollar wöchentlich auskommen zu können, er hielt an Straßenecken Vorträge über orientalische Mystik und dilettierte als Dichter von Beat Poetry sowie als Musiker. Seinen Namen wollte er ausschließlich in Kleinbuchstaben geschrieben wissen, wozu er als Begründung angab, Majuskeln sollten „dem Göttlichen“ vorbehalten sein; von Freunden und Verwandten ließ er sich ahbe nennen.
Gunther Schuller beschreibt seine Erscheinung als die eines „langbärtigen, barfüßigen, Christus-ähnlichen Eremiten“ („a long-bearded, barefoot, Christ-like hermit“). Mit einem verschmutzten, zusammengerollten Stück Papier, das seine Skizzen zu Nature Boy enthielt, habe sich Ahbez an Nat King Coles Manager Mort Ruby gewendet und darauf bestanden, dass Cole sich den Song ansehe. Cole erkannte wohl die Ähnlichkeit von Ahbez' Komposition mit dem jiddischen Lied Schweig mein Hertz, was ihm aber gelegen kam, da er daran interessiert war, seinem Repertoire ein jiddisches oder jiddisch klingendes Stück hinzuzufügen.
Der durchschlagende Erfolg von Coles Einspielung verschaffte auch ahbez eine gewisse Aufmerksamkeit in den Massenmedien. Auf Nachfragen gab er an, der im Liedtext porträtierte very strange enchanted boy sei sein Freund Robert „Gypsy Boots“ Bootzin, wie ahbez selbst ein früher Hippie und Pionier des Yoga sowie der Naturkost in den USA.
Durch den Überraschungserfolg von Nature Boy aufmerksam geworden, verwickelten die Rechteinhaber von Schweig mein Hertz sowohl ahbez als auch Cole in langwierige juristische Auseinandersetzungen, die schließlich in einem außergerichtlichen Vergleich beigelegt wurden. Erst als Nat King Coles Witwe nach dem Tod ihres Mannes 1965 ihren Anteil an den Rechten an Ahbez übereignete, verfügte dieser über nennenswerte Einkünfte aus seinem einzigen Hit.
Mitte der 1950er Jahre trat ahbez gelegentlich als Musiker, Komponist und Sänger von Jazz (mit Herb Jeffries) und frühem Rock ’n’ Roll in Erscheinung. 1960 erschien eine LP unter eigenem Namen mit dem Titel Eden's Island, deren eigenwillige Mischung von Beat Poetry mit exotischen Klängen von Zeitgenossen in aller Regel als „bizarr“ empfunden wurde. Für Nat King Cole schrieb er einen weiteren Titel, Land Of Love, der an den Erfolg von Nature Boy in keiner Weise anknüpfen konnte. Im Übrigen führte Ahbez, mittlerweile auch Vater eines Sohnes, seine asketische Lebensweise ohne nennenswerte Veränderungen weiter.
Einige Fotografien, die Ahbez mit Brian Wilson im Studio zeigen, werden gelegentlich zur Untermauerung der These angeführt, die Beach Boys seien in ihrer Arbeit zum Projekt-Album Pet Sounds (1966) wesentlich von Ahbez' „exotischer“ Musikauffassung beeinflusst worden. Eine weitere Einspielung unter eigenem Namen, Echoes From Nature Boy, knüpft stilistisch an Ahbez' erste LP an, wurde aber erst postum veröffentlicht.
eden ahbez starb 1995 an den Folgen eines Verkehrsunfalls. Nature Boy ist heute ein fester Bestandteil des Jazzstandard-Repertoires und wurde von vielen bedeutenden Künstlern (darunter so verschiedene Persönlichkeiten wie John Coltrane, Frank Sinatra, Sun Ra, George Benson, Céline Dion und Kurt Elling) gespielt und gesungen.